# Mistrovství Československa v krasobruslení 1989
Mistrovství Československa v krasobruslení 1989 se konalo 17. a 18. prosince 1988 v Havířově.

## Medaile
| Kategorie      | Zlato                         | Zlato | Stříbro                           | Stříbro | Bronz            | Bronz |
| Muži           | Petr Barna                    | 2     | Vančo                             | 4, 2    | Jiří Jahn        | 5, 6  |
| Ženy           | Iveta Voralová                | 2     | Marcella Kochollová               | 4, 4    | Kateřina Mrázová | 6, 8  |
| Sportovní páry | Radka Kovaříková René Novotný | 1, 5  | Barbara Smolíková Roman Oberfranc | 3       | neobsazeno       | -     |
| Taneční páry   | Andrea Juklová Martin Šimeček | 2     | Monika Mandlíková Oliver Pekár    | 4       | neobsazeno       | -     |